# Bitwa pod Rajgrodem (1794)
Bitwa pod Rajgrodem – bitwa stoczona 10 lipca 1794 roku podczas powstania kościuszkowskiego.
W ramach ofensywnych działań wojsk polskich  na prawym brzegu Narwi i Biebrzy część pospolitego ruszenia ziemi bielskiej, która maszerowała ze strony Goniądza, wtargnęła 9 lipca na obszar Prus Książęcych i dotarła do Prostek, gdzie spędziła pruski patrol. Grupa ta idąc przez Ostre Koło wróciła na obszar Polski i dotarła wieczorem do  Rajgrodu, gdzie skoncentrowała się reszta pospolitego ruszenia ziemi bielskiej. Połączone siły osiągnęły stan kilku tysięcy chłopów i szlachty uzbrojonych niemal wyłącznie w białą broń. Zaalarmowani polskim atakiem Prusacy wysłali na Rajgród grupę generała Göckinga (2 bataliony i 3 szwadrony), która o świcie uderzyła na polski obóz, uzyskując pełne zaskoczenie. Dzięki temu Prusacy rozproszyli polskie pospolite ruszenie, po czym splądrowali Rajgród i opuścili Polskę, wracając na obszar swego państwa.